# Игнатенко, Александр Александрович
Алекса́ндр Алекса́ндрович Игнате́нко (2 февраля 1947, Красный Лиман, Сталинская область — 24 января 2021, Москва) — советский и российский исламовед, специалист по истории средневековой и современной арабской мусульманской философско-политической мысли, по религиозному экстремизму и терроризму. Доктор философских наук, профессор. Член Общественной палаты РФ (2006—2008).

## Биография
Родился 2 февраля 1947 года в Красном Лимане Сталинской области Украинской ССР.
В 1970 году окончил арабское отделение Института восточных языков при МГУ имени М. В. Ломоносова.
В 1970 — 1972 годах служил офицером-переводчиком на высших офицерских курсах «Выстрел» им. маршала Б. М. Шапошникова.
В 1975 году окончил аспирантуру философского факультета МГУ имени М. В. Ломоносова, в 1976 году защитил диссертацию на соискание учёной степени кандидата философских наук по теме «Основные аспекты современной исламской идеологии в арабских странах (конец 60-х — начало 70-х гг.)».
В 1975—1981 и 1984—1990 годах работал в Институте общественных наук при ЦК КПСС на кафедре марксистское-ленинской философии и научного социализма, пройдя путь от старшего преподавателя до профессора.
В 1981—1984 годах директор Советского культурного центра в г. Алжир (АНДР).
В 1989 году в Институте общественных наук при ЦК КПСС защитил диссертацию на соискание учёной степени доктора философских наук по теме «Общественно-политические взгляды арабо-исламских философов средневековья. IX—XV вв.» (специальность 09.00.03 — «история философии»). Официальные оппоненты — доктор философских наук А. Д. Литман, доктор философских наук А. В. Сагадаев и доктор исторических наук, профессор В. В. Наумкин. Ведущая организация — кафедра философии Института общественных наук при ЦК КПСС.
В 1990—1991 годах работал генеральным директором совместного советско-американского предприятия «Literary Gazette International», в 1991—2007 годах занимал должность директора научной программы «Горбачёв-фонда», в 1997—1998 годах являлся ведущим специалистом Управления стратегического планирования ВПК «МАПО-МИГ».
В 1998—2004 годах занимал должность старшего эксперт в ЗАО «НАМАКОН».
В 1998—2007 годах являлся главным экспертом Научно-исследовательского института социальных систем МГУ имени М. В. Ломоносова.
С 2001 года — член Совета по взаимодействию с религиозными объединениями при Президенте Российской Федерации, с 2004 года — президент Института религии и политики
В 2006—2008 годах был членом Общественной палаты Российской Федерации, а также занимал должность заместителя председателя Комиссии Общественной палаты по вопросам развития гражданского общества и участия общественности в реализации национальных проектов.
Эксперт Совета по внешней и оборонной политике. Лауреат премии «Человек года» Федерации еврейских общин России (2006).
Умер 25 января 2021 года в Москве, находясь на лечении в больнице после коронавирусной инфекции.

## Научные труды
Внёс существенный вклад в изучение арабо-мусульманской мысли Средневековья, а также был открывателем жанров «поучений владыкам» для современного мира. В начале 1980-х годов заложил основы исследования религиозного экстремизма и терроризма в СССР и современной России.
Автор десяти книг и более 500 статей.
Монографии
- Игнатенко А. А. Ибн-Хальдун. (недоступная ссылка) — М.: Мысль, 1980. — 160 с. — (Мыслители прошлого)
- Игнатенко А. А. Халифы без халифата. Исламские неправительственные религиозно-политические организации на Ближнем Востоке: история, идеология, деятельность. — М.: «Наука», Главная редакция восточной литературы, 1988. — 207 с.
- Жданов Н. В., Игнатенко А. А. Ислам на пороге XXI века. — М.: Политиздат, 1989. — 352 с. — ISBN 5-250-00365-0
- Игнатенко А. А. В поисках счастья. Общественно-политические воззрения арабо-исламских философов средневековья. — М.: Мысль, 1989. — 255 с. ISBN 5-01-002154-4
- Игнатенко А. А. Как жить и властвовать. Секреты успеха, добытые в старинных арабских назиданиях правителям. — М.: Прогресс: Культура, 1994. — 349 с. ISBN 5-01-004394-7
- Игнатенко А. А. Зеркало ислама. — М.: Русский институт, 2004. — 215 с. ISBN 5-98379-010-2
- Игнатенко А. А. Ислам и политика: Сб. ст. — М.: Институт религии и политики, 2004. — 256 с. ISBN 5-98379-018-8
- Игнатенко А. А. InterТеррор в России. Улики. — М.: Издательство «Европа»; Институт религии и политики, 2005. — 112 с.
- Игнатенко А. А. Кто покушается на твои права и свободы. Пособие для учащихся общеобразовательных учреждений. — М.: «Просвещение», 2010. — 46 с. (Защитим свой мир) ISBN 978-5-09-019189-0
- Игнатенко А. А. Новости с обратной стороны Луны: Ислам и политика-2. — М.: Терра, 2012. — 288 с.
- Игнатенко А. А. Зенит исламской мысли: в 3 томах. Т. 1: Как жить и властвовать : политическая культура исламского Средневековья / Ин-т религии и политики. — СПб.: Алетейя, 2016. — 407 с. ISBN 978-5-906823-60-1
- Игнатенко А. А. Зенит исламской мысли: в 3 томах. Т. 2: В поисках Счастья: исламская философская утопия/ Ин-т религии и политики. — СПб.: Алетейя, 2016. — 436 с. ISBN 978-5-906823-61-8
- Игнатенко А. А. Зенит исламской мысли: в 3 томах. Т. 3: Зеркало Ислама: становление исламского мистицизма / Ин-т религии и политики. — Ин-т религии и политики. — СПб.: Алетейя, 2016. — 253 с. ISBN 978-5-906823-62-5

Статьи
- Игнатенко А. А. Философское наследие и современная идеологическая борьба в арабских странах // Философское наследие народов Востока и современность. — М.: «Наука», Главная редакция восточной литературы, 1983
- Игнатенко А. А. Проблемы развития арабо-мусульманской общественно-политической мысли средневековья (методологический аспект) // Методологические проблемы изучения истории философии зарубежного Востока. — М.: «Наука», Главная редакция восточной литературы, 1987
- Игнатенко А. А. «Поучения владыкам» и проблематика власти // Социально-политические представления в исламе: история и современность. — М.: «Наука», Главная редакция восточной литературы, 1987
- Игнатенко А. А. Общественно-политические воззрения Абу-ль-Хасана аль-Маварди (Новые направления исследования) // Народы Азии и Африки. — 1989. — № 4
- Игнатенко А. А. Социум и разум. Рационалистические течения в арабо-исламской общественно-политической мысли средневековья // Рационалистическая традиция и современность. Ближний и Средний Восток. — М.: Наука, Главная редакция восточной литературы, 1990
- Светильник благонравия, или как обрести похвальные нравы и избавиться от порицаемых. Практические советы, почерпнутые в средневековых арабо-исламских «княжьих зерцалах». / Составление, введение, перевод и комментарии А. А. Игнатенко // Этическая мысль: Научно-публицистические чтения. 1991 / Общ. ред. А. А. Гусейнова. — М.: Республика, 1992. — С. 98-111
- Игнатенко А. А. Деятельный человек versus божественное всемогущество (квиетизм и активизм в средневековых арабо-исламских «княжьих зерцалах») // Этическая мысль: Научно-публицистические чтения. 1991 / Общ. ред. А. А. Гусейнова. — М.: Республика, 1992. — С. 74-97
- Игнатенко А. А. Проблемы этики в «княжьих зерцалах» // Бог — человек — общество в традиционных культурах Востока. — М.: Наука. Издательская фирма «Восточная литература» РАН, 1993. — С.176-198
- Игнатенко А. А. Парадоксы и антиномии властвования в средневековом исламе (на материале «княжьих зерцал» — «поучений владыкам») // Восток-Oriens. — 1993. — № 2
- Игнатенко А. А. Обман в контексте арабо-исламской культуры средневековья (по материалам «княжьих зерцал») // Одиссей. Человек в истории. 1993. Сборник / Рос. АН, Ин-т всеобщ. истории ; Отв. ред. А. Я. Гуревич. — М.: Наука, 1994. — 330 с. ISBN 5-02-010166-4
- Игнатенко А. А. Познать Непознаваемое (аль-Газали о познании трансцендентного — ал-гайб) // Средневековая арабская философия. Проблемы и решения. — М.: Издательская фирма «Восточная литература» РАН, 1998
- Игнатенко А. А. Зеркало как составляющая спекулятивной парадигматики в арабо-исламской мысли эпохи средневековья // Средневековая арабская философия. Проблемы и решения. — М.: Издательская фирма «Восточная литература» РАН, 1998
- Игнатенко А. А. Абд аль-Карим аль-Джили. Книга сорока степеней. Перевод и комментарии А.Игнатенко // Средневековая арабская философия. Проблемы и решения. — М.: Издательская фирма «Восточная литература» РАН, 1998
- Игнатенко А. А. Принцип циклизма в средневековой арабо-исламской мысли // Одиссей. Человек в истории. 1998. — М.: Наука, 1999. — С. 151—161
- Игнатенко А. А. Арабский — язык без метафор (Ибн-Таймийя о принципах экспликации коранического Текста) // Восток-Oriens. — 1999. — № 2
- Игнатенко А. А. Эндогенный радикализм в исламе // Центральная Азия и Кавказ. — 2000. — № 2 (8)
- Игнатенко А. А. Интрига в арабо-исламской культуре эпохи средневековья (по материалам «княжьих зерцал») // Политическая интрига на Востоке. — М.: Издательская фирма «Восточная литература» РАН, 2000. — С. 103—143
- Игнатенко А. А. Исламизм: глобальная угроза? / Серия: Научные доклады. — № 2. Ноябрь 2000 г. — М.: Научно-исследовательский институт социальных систем, 2000
- Игнатенко А. А. Самоопределение исламского мира // Ислам и политика (взаимодействие ислама и политики в странах Ближнего и Среднего Востока, на Кавказе и в Центральной Азии). — М.: Институт востоковедения РАН, «Крафт+», 2001. — С. 7-20.
- Игнатенко А. А. Исламский радикализм как побочный эффект «холодной войны» // Центральная Азия и Кавказ. 2001. № 1 (13)
- Игнатенко А. А. Яхйя аль-Джанавни. Книга установления. Краткое изложение основ веры и права./ Вступительная статья, перевод с арабского и комментарии А. А. Игнатенко // Восток-Oriens. — 2002. — № 3
- Игнатенко А. А. Маджнун и Дон-Кихот — архетипические сумасшедшие. Чем отличается исламская культура от европейской // Игнатенко А. А. Зеркало ислама. — М.: Русский институт, 2004. — С. 163—179
- Игнатенко А. А. Мир — Бог в Зеркале, или Как возник Совершенный Человек // Человек и Природа в духовной культуре Востока. М.:ИВ РАН; Крафт+, 2004
- Игнатенко А. А. Изучать верблюда, а не «корабль пустыни» (задачи исследования нового исламского сектантства) // Ислам на современном Востоке, М.:ИВ РАН; Крафт+, 2004
- Игнатенко А. А. Эпистемология исламского радикализма // Религия и глобализация на просторах Евразии / Под ред. А. В. Малашенко и С. Б. Филатова; Моск. Центр Карнеги. — М.: Неостром, 2005. — С. 176—221
- Игнатенко А. А. Ислам в XXI веке: Главные направления исследования // Полития, 2007. — № 4 (47). — С.12 — 15 (копия)
- Игнатенко А. А. Молчащий Аллах и словоохотливые люди // Восхваление. Исааку Моисеевичу Фильштинскому посвящается… — М.: ИД «Ключ-С», 2008
- Игнатенко А. А. Угроза свободе совести с неожиданной стороны: ваххабизм в России // Двадцать лет религиозной свободы в России. / Под ред. А. В. Малашенко и С. Б. Филатова. — М.: РОССПЭН, Московский центр Карнеги, 2009

## Публицистика
- Игнатенко А. А. Карабахский конфликт: Состояние и пути урегулирования // Независимая газета, 5 февраля 1993.
- Игнатенко А. А. Имам Али Ибн-Аби-Талиб. Завет имама Али его сыну аль-Хасану. /Вступительная статья и перевод с арабского Александра Игнатенко // Иностранная литература. — 1993. — № 6
- Игнатенко А. А. Моя родина — русский язык. Еще один вариант реинтеграции постсоветсткого пространства // Независимая газета, 23 июня 1994.
- Игнатенко А. А. Исламский фактор в мировых и российских делах // НГ-сценарии. 1996. 21 ноября
- Игнатенко А. А. «Исламский» — что это значит? На этот вопрос отвечают мусульмане — своими действиями // НГ-сценарии, 15 мая 1997.
- Игнатенко А. А. Исламизация по-чеченски // Независимая газета, 20 ноября 1997.
- Игнатенко А. А. Вопрос о расколовшейся луне. Шутки и остроты средневековых исламских теологов // НГ-религии, 15 июля 1998.
- Игнатенко А. А. Британия экспортирует джихад. У США есть все основания нанести бомбовые удары по Лондону // Эксперт. — 1999. — № 6
- Игнатенко А. А. Выбор мусульман России. Они проголосуют за стабильность, а не за партии и движения со словом «исламский» в названии // Независимая газета, 3 сентября 1999.
- Игнатенко А. А. Зеленый Internetционал. Всемирное исламистское движение в преддверии XXI века приобретает парадоксальные формы // Независимая газета, 24 марта 1999.
- Игнатенко А. А. Мусульманская самозащита от ваххабизма. Антиваххабитский закон, принятый в Дагестане, — попытка решить острую общественную проблему общероссийского масштаба // Независимая газета, 1 декабря 1999.
- Игнатенко А. А. Фантом, созданный ЦРУ. Усама бен Ладен — террорист, компрометирующий ислам // Независимая газета, 14 сентября 1999.
- Игнатенко А. А. Фантом, созданный ЦРУ — 2. США изымают «Усаму бен Ладена» из Чечни. Почему и зачем? // Независимая газета, 21 октября 1999.
- Игнатенко А. А. Насколько реальна «исламская опасность» // Версты, 16 сентября 2000.
- Игнатенко А. А. От Филиппин до Косово. Исламизм как глобальный дестабилизирующий фактор // Независимая газета,12 октября 2000.
- Игнатенко А. А. «Афганский бумеранг» // Век, 19 мая 2000.
- Игнатенко А. А. Интифада-2 // Век, 27 октября 2000.
- Игнатенко А. А. «Нутряное» и «ветряное». Об аналитических подходах к исламскому экстремизму в эпоху глобализации // ВВП.ру. Специальный проект Национальной информационной службы «Страна.Ru», 26 марта 2001.
- Игнатенко А. А. Пока Россия пялилась на Запад, она пропустила идеологический удар с Юга // Русский журнал, 3 июля 2001.
- Игнатенко А. А. Правоверность, доказываемая ненавистью. Ваххабизм в изложении его сторонников // Независимая газета, 14 сентября 2001.
- Игнатенко А. А. Если бы не иранский офицер безопасности…Как непроизошедшие события могут пролить свет на организаторов «теракта века» // Независимая газета, 19 сентября 2001.
- Игнатенко А. А. Обыкновенный ваххабизм // Русский журнал, 14, 17, 19 сентября 2001.
- Игнатенко А. А. Ваххабиты могут долететь и до Москвы // Век, 21 сентября 2001.
- Игнатенко А. А. Рыба, поросшая шерстью. Эпистемологические заметки о том, как складывалось искаженное представление об исламе в период «холодной» войны // Русский журнал, 27 декабря 2001.
- Игнатенко А. А. 9.11 — религиозная обусловленность? Уж кто-кто, а саудовцы хорошо понимают, что нужда не является причиной терроризма // Русский журнал, 8 января 2002.
- Игнатенко А. А. Ваххабитский след в «Битве при Манхэттене» // НГ-Религии, 15 мая 2002.
- Игнатенко А. А. Ваххабиты — это комиссары у международных террористов // Портал-Credo.Ru, сентябрь 2002.
- Игнатенко А. А. Ислам — жертва ваххабизма // НГ-Религии, 18 сентября 2002.
- Игнатенко А. А. Метили в Иран, попали в Афганистан // Век, 6 сентября 2002.
- Игнатенко А. А. Война фетв. Исламский мир расколот конфликтом в Ираке // НГ-Религии, 2 апреля 2003.
- Игнатенко А. А. Миссия невыполнима? Власти Саудовской Аравии начали бороться против религиозного экстремизма // НГ-Религии, 18 июня 2003.
- Игнатенко А. А. Кровавая дорога в рай. Теракты «шахидов» — это война за ваххабитский плацдарм на российской земле // НГ-Религии, 16 июля 2003.
- Игнатенко А. А. Осуждают ли ваххабиты международный терроризм? // ИТАР-ТАСС, 26 августа 2003.
- Игнатенко А. А. Расколотая умма в ожидании Судного дня (Новый взгляд со старых позиций) // Отечественные записки. — 2003. — № 5 (14)
- Игнатенко А. А. Смертоносные слова Мохамада. Стамбульские смертники претворили в жизнь идеи бывшего премьера Малайзии // НГ-Религии, 19 ноября 2003.
- Игнатенко А. А. Вашингтон и Эр-Рияд: союз против ваххабизма. Исламистская идеология нетерпимости в конце концов обернулась против Саудовской Аравии, распространявшей её по всему миру // Независимая газета, 13 февраля 2004.
- Игнатенко А. А. «Великая мечта „глобального террористического интернационала“ — использование в качестве шахидов людей с европейской внешностью» // Итоги, 5 октября 2004.
- Игнатенко А. А. Изгнание неверных. Теракты против христиан в Ираке имеют ясные цели и вероучительное обоснование // НГ-Религии, 18 августа 2004.
- Игнатенко А. А. Испания капитулирует перед «Аль-Каидой». Европа стала объектом «большой игры» международных террористов // Независимая газета, 22 марта 2004.
- Игнатенко А. А. Когда «святые» маршируют в ад. Нельзя позволить террористам «приватизировать» ислам // НГ-Религии, 6 октября 2004.
- Игнатенко А. А. Кровавое колесо насилия. В Ираке идет война между мусульманами // НГ-Религии, 17 марта 2004.
- Игнатенко А. А. Как принимают в «Аль-Каиду». Интернациональность как новый принцип формирования глобальной террористической сети // Новая политика, 28 октября 2004.
- Игнатенко А. А. Туманный Аль-Бион. Великобритания в качестве одного из вилаетов всемирного халифата // Независимая газета, 1 марта 2004.
- Игнатенко А. А. Новая Лапута. «Аль-Каида» как геополитический феномен // Интернет-сайт «Институт религии и политики»,
- Игнатенко А. А. «Продается фанатизм. Дорого.» О пресловутых «корнях» вооруженного экстремизма и терроризма // Российская газета, 2 декабря 2005.
- Игнатенко А. А. Война против России: каким должен быть ответ? // Стратегия России. — 2005. — № 1
- Игнатенко А. А. Джихад докатился до Пиккадилли. Религиозные экстремисты чувствуют себя в Лондоне как дома // НГ-Религии, 13 июля 2005.
- Игнатенко А. А. Куда направится пехота терроризма? Неудавшийся маневр международного экстремизма: размышления на фоне ташкентского процесса //Российская газета, 6 октября 2005.
- Игнатенко А. А. США создают проблемы на исламском направлении // Известия, 28 февраля 2006.
- Игнатенко А. А. Выбор пути. Куда идет исламский мир // НГ-Религии, 27 июня 2006.
- Игнатенко А. А. Не звать же на саммиты бен Ладена?! // Кремль.org? 11 июля 2006.
- Игнатенко А. А. «Хизбалла» — это шиитская «Аль-Каида» // Портал-Credo.Ru, 2 августа 2006
- Игнатенко А. А. Убийственная благотворительность // Отечественные записки. — 2006. — № 4
- Игнатенко А. А. Бенедикт XVI и мусульмане: невозможное место встречи // Ежедневный журнал, 27 октября 2006.
- Игнатенко А. А. Милостыня для террориста // Время новостей, 14 ноября 2006.
- Игнатенко А. А. Война против общества// Стратегия России. — 2007. — № 2
- Игнатенко А. А. Развитие российско-арабских отношений на современном этапе // РИА Новости, 5 февраля 2007
- Игнатенко А. А. С Ираном могут бороться как с СССР в 1980-е гг. // Ведомости, 22 февраля 2007
- Игнатенко А. А. Не дать экстремизму «приватизировать» ислам // Институт религии и политики, 10 июня 2007
- Игнатенко А. А. Как вылезти из демографической ямы // Радио «Маяк», 28 июля 2007
- Игнатенко А. А. Кровавая мечеть. Пакистанский режим воюет с монстром, которого сам породил // НГ-Религии, 1 августа 2007
- Игнатенко А. А. Побуждать к взаимной толерантности — задача нынешнего дня // Институт религии и политики, 16 сентября 2007
- Игнатенко А. А. Расширенный Ближний Восток: не «возвращение религии», а конфликт секуляризации и клерикализации // Институт религии и политики, 24 сентября 2007
- Игнатенко А. А. «Под угрозой военного вторжения». Оценки и прогнозы турецкого удара по Ираку // The New Times, 26 октября 2007
- Игнатенко А. А. Новая история о слепом силаче и безногом хитреце. Что стоит за вспышкой терроризма в Азербайджане // Независимая газета, 1 ноября 2007
- Игнатенко А. А. Азербайджан — второй Ирак? Новая история о слепом силаче и безногом хитреце// Институт религии и политики, 1 ноября 2007
- Игнатенко А. А. "Мусульмане России самым активным образом будут участвовать в выборах. Подавляющее большинство проголосуют за «Единую Россию»// Портал-Credo.Ru, 21 ноября 2007
- Игнатенко А. А. Опасность исламофобии // Московские новости, 21-31 декабря 2007
- Игнатенко А. А. «События показывают, что зарубежные мусульмане предпочитают решать острые социально-политические проблемы с использованием вооруженного насилия» // Портал-Credo.Ru, 28 декабря 2007
- Игнатенко А. А. «Мне Рабинович напел» // НГ-Религии, 16 января 2008
- Игнатенко А. А. Александр Игнатенко о заявлениях Нафигуллы Аширова // Агентство еврейских новостей, 24 марта 2008
- Игнатенко А. А. Чем нам грозит исламская экономика? // Хранитель, 15 мая 2008
- Игнатенко А. А. У России есть уникальный опыт совместного проживания многих национальностей, полезный Европе // Русская служба новостей, 24 июня 2008
- Игнатенко А. А. Об исламе и нормативной дефицитности Корана // Отечественные записки. — 2008. — № 4
- Игнатенко А. А. Осторожно: ваххабизм! Идеи радикального направления в исламе несут угрозу свободе совести // НГ-Религии, 1 октября 2008
- Игнатенко А. А. Обещанная месть // Эксперт Online, 27 ноября 2008
- Игнатенко А. А. А. А. Игнатенко о запрете ряда книг исламских авторов, отнесенных судами к разряду экстремистских // Портал-Credo.Ru, 18 марта 2009
- Игнатенко А. А. Слово и дело // Россия в глобальной политике. — 2009. — № 2. Март — апрель
- Игнатенко А. А. Холодная война, вид с Востока // Русский журнал, 25 июня 2009.
- Игнатенко А. А. Войны хитрецов. Взгляд востоковеда на перспективы нуклеаризации Ирана // НГ-Религии, 19 мая 2010
- Игнатенко А. А. [ Курс — на Запад. Ориентация на исламский мир невыгодна Российской Федерации] // Военно-промышленный курьер, 26 мая 2010
- Игнатенко А. А. Курс — на Запад. Ориентация на исламский мир невыгодна Российской Федерации // Военно-промышленный курьер. 26 мая
- Игнатенко А. А. Молоко и мясо. Национальный прагматизм и имперский романтизм во внешней политике Турции // Россия в глобальной политике, 7 августа 2010
- Игнатенко А. А. Между «исламофобией» европейцев и «европофобией» иммигрантов // НГ-Религии, 20 октября 2010
- Игнатенко А. А. Александр Игнатенко: Европа оказалась в 2009 г. в странной ситуации, которую можно назвать цугцвангом толерантности // Портал-Credo.Ru, 4 января 2010
- Игнатенко А. А. Александр Игнатенко: Прорывной шанс Месопотамии // Эксперт — Online, 23 марта 2010